# (17049) Miron
(17049) Miron est un astéroïde de la ceinture principale.

## Description
(17049) Miron est un astéroïde de la ceinture principale. Il fut découvert le 19 mars 1999 à Socorro (Nouveau-Mexique) par LINEAR. Il présente une orbite caractérisée par un demi-grand axe de 2,53 UA, une excentricité de 0,06 et une inclinaison de 5,3° par rapport à l'écliptique.

## Compléments